# 图夫勒维尔
图夫勒维尔（法語：Touffreville，法語發音：[tufʁəvil] ⓘ）是法国厄尔省的一个市镇，属于莱桑德利区。

## 地理
图夫勒维尔（49°21'2"N, 1°26'28"E）面积10.68 平方千米，位于法国诺曼底大区厄尔省，该省份为法国北部内陆省份，北起滨海塞纳省，西接奧恩省和卡爾瓦多斯省，南至厄尔-卢瓦省，东临瓦兹省、瓦兹河谷省和伊夫林省。
与图夫勒维尔接壤的市镇（或旧市镇、城区）包括：略尔河畔罗赛、里昂斯拉福雷、利索尔、梅尼勒韦尔克利沃、埃库伊、瓦勒多尔热、梅内斯克维尔。
图夫勒维尔的时区为UTC+01:00、UTC+02:00（夏令时）。

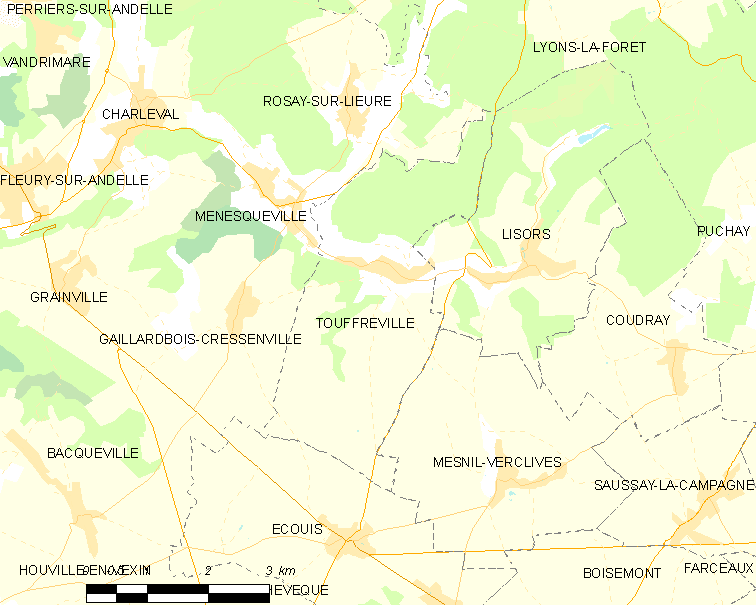
图夫勒维尔的OSM定位图

## 行政
图夫勒维尔的邮政编码为27440，INSEE市镇编码为27649。

## 政治
图夫勒维尔所属的省级选区为昂代勒河畔罗米伊县。

## 人口

1962-2008年间图夫勒维尔人口变化图示

图夫勒维尔于2022年1月1日时的人口数量为340人。